# Riu Atrato
El Riu Atrato (Río Atrato) és un riu del nord-oest de Colòmbia. Neix a la Cordillera Occidental i flueix cap al nord fins al Golf d'Urabá (o Golf de Darién), on forma un gran delta. En el seu curs travessa el Departament de Chocó, termenejant amb el veí Departament d'Antioquía en dues ocasions. La seva llargada total és d'uns 650 km i és navegable fins Quibdó (400 km).
Els seus afluents principals són el riu Truando, el riu Sucio, i el riu Murri. Hi ha mines d'or i de platí en la seva conca i les sorres del riu són aurífers.
Al nord-oest de Colòmbia hi ha gran diversitat de vida silvestre. Durant el Plistocè la conca del riu estava coberta pel mar i es creu que això va crear una barrera geogràfica afavorint la divergència genètica.
El riu Atrato es proposava com un lloc per a fer el canal que finalment es va fer al Canal de Panamà.